# Scandix laevigata
Scandix laevigata är en flockblommig växtart som först beskrevs av Georges Vincent Aznavour, och fick sitt nu gällande namn av Nikolai Andreev Stojanov och Stef. Scandix laevigata ingår i släktet nålkörvlar, och familjen flockblommiga växter. Inga underarter finns listade i Catalogue of Life.